# Tonelero (S21)
Pour les articles homonymes, voir Tonelero.
Le Tonelero (pennant number : S21) est un sous-marin de classe Oberon de la marine brésilienne.

## Engagements
Le sous-marin a été construit par Vickers Shipbuilding and Engineering à son chantier naval de Barrow-in-Furness. Sa quille a été posée le 18 novembre 1971 et il a été lancé le 22 novembre 1972. Pendant la construction, un incendie a gravement endommagé le sous-marin. Le sous-marin a été remorqué jusqu’à l’arsenal de Chatham Dockyard, où la section centrale de 60 pieds (18 m) de long a été découpée et remplacée. On a découvert que l’incendie avait pris naissance dans le câblage et cela a entraîné la remise en état de tous les Oberon en construction. Le Tonelero a été mis en service dans la marine brésilienne le 10 décembre 1977. Il est nommé ainsi en l'honneur de la bataille de Tonelero, victoire de la marine impériale brésilienne en 1851. 
Le Tonelero était encore répertorié comme actif dans l’édition 1998-1999 de Jane's Fighting Ships. Le 26 décembre 2000, le Tonelero a coulé à son amarrage dans les chantiers navals de Rio de Janeiro en raison d’une erreur de l’équipage. Les 9 membres d’équipage à bord se sont échappés à temps du sous-marin.